# Roger Gaudon
Pour les articles homonymes, voir Gaudon.
Roger Gaudon, né le 3 septembre 1924 à Ivry-sur-Seine et mort dans cette commune le 12 février 1997, est un homme politique français. Membre du Parti communiste français, il est sénateur du Val-de-Marne de 1968 à 1977 et maire de Villeneuve-Saint-Georges de 1977 à 1983.

## Biographie

### Jeunesse
Après l'obtention de son diplôme d'études primaires, Roger Gaudon travaille comme métallurgiste à partir de 1938, puis comme tireur de fourrures. 
En septembre 1944, il s'engage comme soldat dans le 6e régiment FFI et participe aux combats le long de l'Atlantique, notamment à La Rochelle. Il est démobilisé en novembre 1945 et rentre en région parisienne. 

### Parcours politique et syndical
Ouvrier pelletier, il adhère au Parti communiste français (PCF) après la Seconde Guerre mondiale. Il milite également sur le plan syndical, exerçant notamment, à partir de 1957, les fonctions de président de la fédération des peaux et cuirs Confédération générale du travail (CGT).
Il est élu sénateur du Val-de-Marne le 22 septembre 1968. Membre de la commission des affaires étrangères, il intègre en 1973 la commission des finances.
Aux élections municipales de mars 1977, il s'impose face à l'ancien socialiste Marius Faïsse et devient maire de Villeneuve-Saint-Georges. Privilégiant ce mandat, il ne se représente pas aux élections sénatoriales de 1977. Toutefois, il perd les élections municipales de 1983.
Après l'échec de 1983, il est nommé au Comité central comme membre permanent du Comité des artisans, commerçants et petites entreprises, aux côtés de Jacques Lessel, maire de Bezons (Val-d'Oise). Il a également rejoint le Groupe de solidarité franco-turque, qui fait partie de la division politique étrangère du PCF.  Il participe à la création de l'association franco-coréenne en 1969.

### Vie privée
Roger Goudon a épousé Simone Duveau et le couple a eu deux enfants. 
Ses obsèques ont eu lieu le 19 février 1997 au columbarium d'Ivry-sur-Seine.

## Publication
Il a cosigné, avec Jean Chatain, l'ouvrage Petites et moyennes entreprises : l'heure du choix,.